# بوكيرو

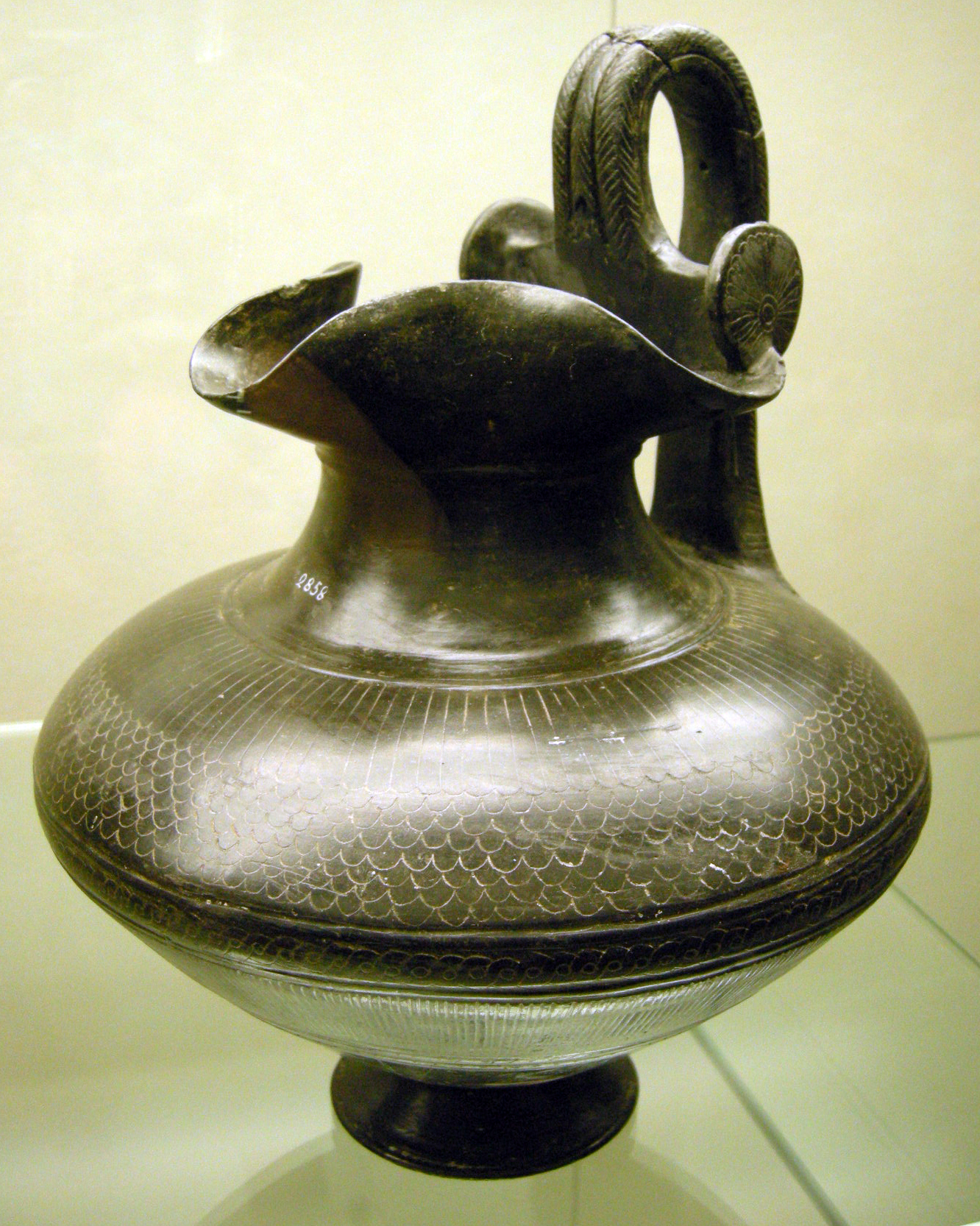
بوكيرو

بوكيرو (بالإيطالية: Bucchero)‏ نوع من الفخار الرمادي أو الأسود الجميل الصنع. وسطحه لامع أملس. وكان الاستركان ينحتونه ما بين القرنين الخامس والرابع ق.م.
بوليس (Polis) اسم كان يستعمله الإغريق بمعني مدينة كهليوبوليس أي مدينة هليو (الشمس).

## معرض صور

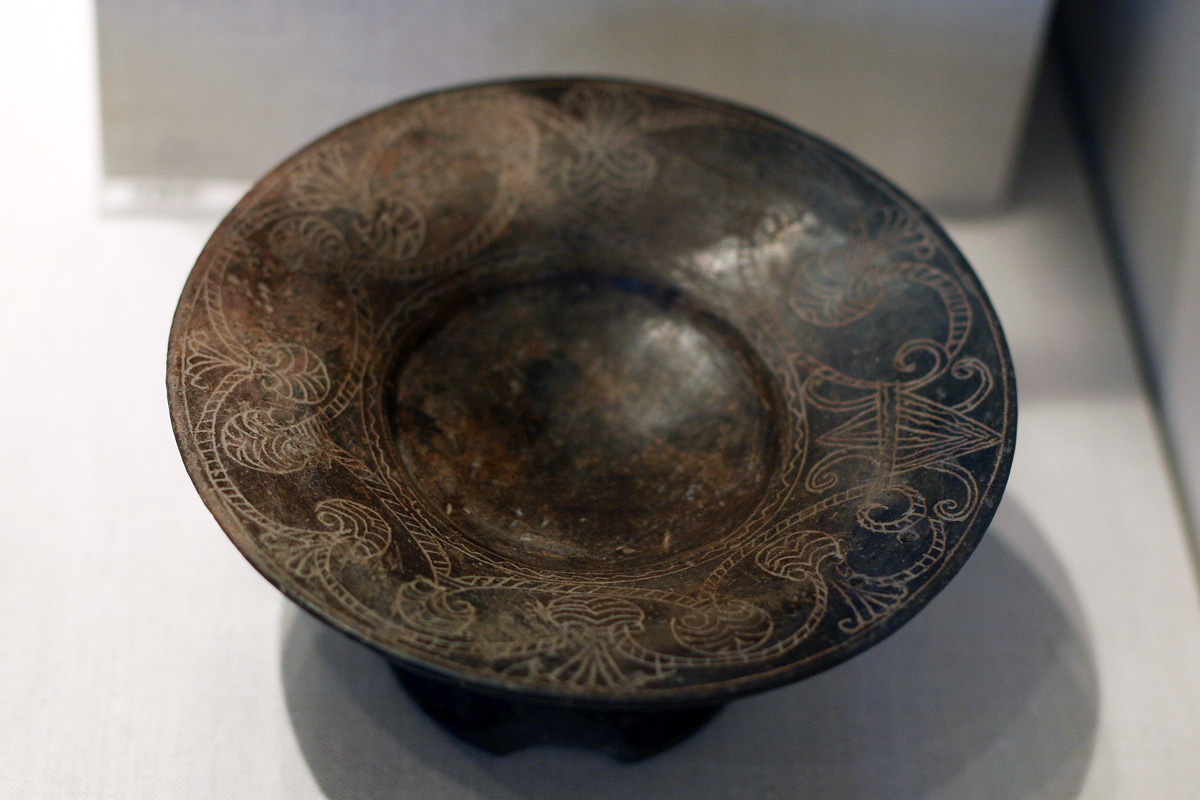
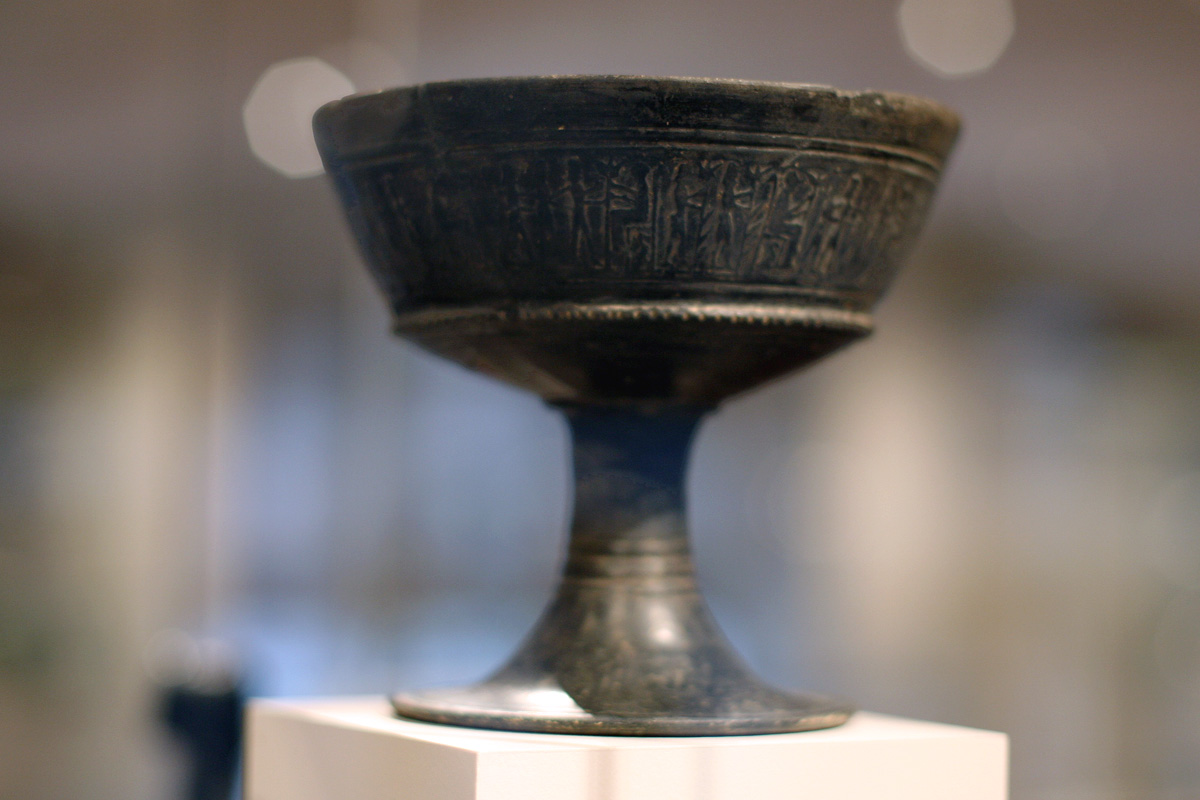
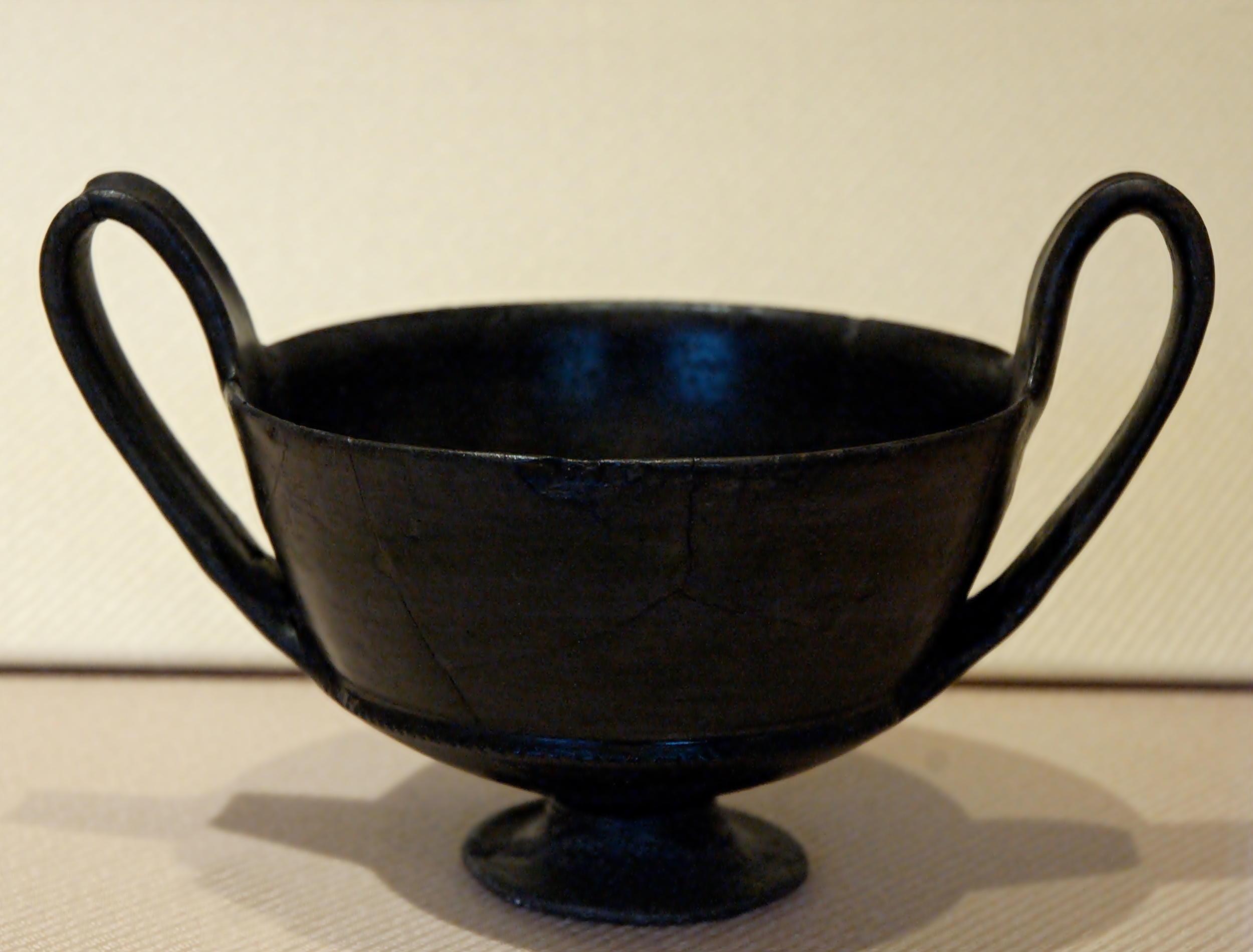
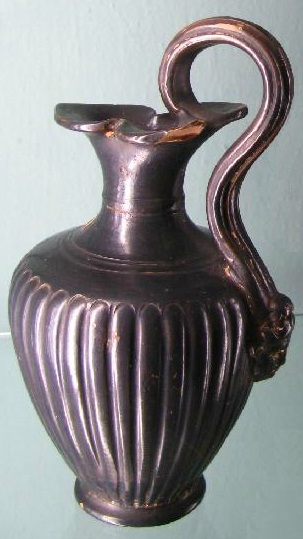